# 日本における学校
日本における学校（にほんにおけるがっこう）の法的な定義では、学校教育法第1条で定義される「学校」（以下本項において「一条校」）を指す。
この定義においては、専修学校・各種学校・無認可校は「学校」には含まれない。例えば外国人学校（インターナショナル・スクールや朝鮮学校など）、アメリカの大学の日本校、予備校、学習塾、フリースクール、サポート校、名称に「大学校」を含む施設は「学校」ではない（専修学校・各種学校、大学校、およびその他の教育等施設については後述「#一条校以外の施設」を参照）。

## 各種の学校等の目的
各種の学校等の目的については、学校教育法で定められている。
- 幼稚園 - 義務教育及びその後の教育の基礎を培うものとして、幼児を保育し、幼児の健やかな成長のために適当な環境を与えて、その心身の発達を助長することを目的とする（第22条）。
- 小学校 - 心身の発達に応じて、義務教育として行われる普通教育のうち基礎的なものを施すことを目的とする（第29条）。
- 中学校 - 小学校における教育の基礎の上に、心身の発達に応じて、義務教育として行われる普通教育を施すことを目的とする（第45条）。
- 義務教育学校 - 心身の発達に応じて、義務教育として行われる普通教育を基礎的なものから一貫して施すことを目的とする（第49条の2）。
- 高等学校 - 中学校における教育の基礎の上に、心身の発達及び進路に応じて、高度な普通教育及び専門教育を施すことを目的とする（第50条）。 
  - 専攻科 - 高等学校若しくはこれに準ずる学校若しくは中等教育学校を卒業した者又は文部科学大臣の定めるところにより、これと同等以上の学力があると認められた者に対して、精深な程度において、特別の事項を教授し、その研究を指導することを目的とする（第58条第2項）。
  - 別科 - 高等学校への入学資格を有する者に対して、簡易な程度において、特別の技能教育を施すことを目的とする（第58条第3項）。
- 中等教育学校 - 小学校における教育の基礎の上に、心身の発達及び進路に応じて、義務教育として行われる普通教育並びに高度な普通教育及び専門教育を一貫して施すことを目的とする（第63条）。
  - 専攻科・別科 - （いずれも第70条で第58条の高等学校の規定を準用）
- 特別支援学校 - 視覚障害者、聴覚障害者、知的障害者、肢体不自由者又は病弱者（身体虚弱者を含む。以下同じ。）に対して、幼稚園、小学校、中学校又は高等学校に準ずる教育を施すとともに、障害による学習上又は生活上の困難を克服し自立を図るために必要な知識技能を授けることを目的とする（第72条）。 
  - 専攻科・別科 - （いずれも第82条で第58条の高等学校の規定を準用）
- 大学 - 学術の中心として、広く知識を授けるとともに、深く専門の学芸を教授研究し、知的、道徳的及び応用的能力を展開させることを目的とする（第83条）。 
  - 専門職大学 - 深く専門の学芸を教授研究し、専門性が求められる職業を担うための実践的かつ応用的な能力を展開させることを目的とする（第83条の2）。
  - 専攻科 - 大学を卒業した者又は文部科学大臣の定めるところにより、これと同等以上の学力があると認められた者に対して、精深な程度において、特別の事項を教授し、その研究を指導することを目的とする（第91条第2項）。
  - 別科 - 大学への入学資格を有する者に対して、簡易な程度において、特別の技能教育を施すことを目的とする（第91条第3項）。
  - 大学院 - 学術の理論及び応用を教授研究し、その深奥をきわめ、又は高度の専門性が求められる職業を担うための深い学識及び卓越した能力を培い、文化の進展に寄与することを目的とする（第99条）。
    - 専門職大学院 - 学術の理論及び応用を教授研究し、高度の専門性が求められる職業を担うための深い学識及び卓越した能力を培うことを目的とする（第99条第2項）。

  - 短期大学 - 深く専門の学芸を教授研究し、職業又は実際生活に必要な能力を育成することを主な目的とする（第108条。同条第3項にて「短期大学」）。
    - 専門職短期大学 - 深く専門の学芸を教授研究し、専門性が求められる職業を担うための実践的かつ応用的な能力を育成することを目的とする（第108条第4項）。
- 高等専門学校 - 深く専門の学芸を教授し、職業に必要な能力を育成することを目的とする（第115条）。
  - 専攻科 - 高等専門学校を卒業した者又は文部科学大臣の定めるところにより、これと同等以上の学力があると認められた者に対して、精深な程度において、特別の事項を教授し、その研究を指導することを目的とする（第119条第2項）。

## 一条校以外の施設
本項では学校教育法に規定されるもののほか、文部科学省管轄外の教育訓練施設等についても取り扱うこととする。

### 専修学校と各種学校
学校教育法では「第1条に掲げるもの以外」のものとして、専修学校・各種学校についても定めている（後述「#学校数」においてこれを含める）。目的については以下のとおりである。
- 専修学校 - 職業若しくは実際生活に必要な能力を育成し、又は教養の向上を図ることを目的とする（当該教育を行うにつき学校教育法以外の法律に特別の規定があるもの及び我が国に居住する外国人を専ら対象とするものを除く。）（第124条）。
- 各種学校 - 学校教育に類する教育を行うもの（当該教育を行うにつき他の法律に特別の規定があるもの及び専修学校の教育を行うものを除く。）（第134条）。

ちなみに予備校にも専修学校または各種学校登録のものがあるほか、外国人学校の多くも各種学校（一部は一条校）となっている。また、自動車教習所（自動車学校）にも各種学校登録のものが存在する（「自動車教習所#日本の自動車教習所」も参照）。

### 大学校
大学校（短期大学校を含む）は大学とは異なる施設が用いる名称であり、学校教育法には定めがない。また、「大学校」を規定する法令もない。
前述の専修学校の中には校名に「大学校」を含むものも多く存在し（自動車大学校、専修学校の認定を受けた農業大学校など）、これらは「○○大学校」という校名であっても専修学校である。また、日本にある朝鮮大学校（外国人学校）は各種学校となっている。
一方、文部科学省管轄外の教育訓練施設にも「大学校」が存在する。このうち、省庁大学校については学校教育法以外の法律で規定されている。

### その他

#### 文部科学省管轄外の施設（大学校を除く）
上記の大学校のほか、文部科学省管轄外で「学校」を名乗る教育訓練施設として主に次のようなものがある。
- 国家公務員養成機関
  - 公安職公務員養成機関
    - 警察学校
    - 消防学校
    - 海事教育機関 - 海上保安学校、海上技術学校

  - 陸曹養成機関 - 陸上自衛隊高等工科学校
- 職業能力開発校 - 高等技術学校、高等産業技術学校
- 訓練士養成機関 - 日本盲導犬協会付設盲導犬訓練士学校
- 選手等養成機関 - 競馬学校
- 自動車教習所 - 自動車学校（各種学校登録のものを除く）
- 自社の従業員育成を目的とする企業内組織（専修・各種学校登録のものを除く）

#### 幼保連携型認定こども園
幼保連携型認定こども園とは幼稚園（一条校）と保育所（児童福祉法第7条に規定する児童福祉施設）の両機能を併せ持つ施設であり（後述「#学校数」においてこれを含める）、認定こども園設置法第2条第7項に規定されている。
なお、私立学校法第2条において「学校」とは「一条校及び幼保連携型認定こども園」（要約）となっている。

## 構造改革特区における株式会社立の学校
従来、学校の設置は国（国立大学法人及び独立行政法人国立高等専門学校機構を含む）、地方公共団体（公立大学法人を含む）及び学校法人のみに限られていた（学校教育法第2条）。その後規制緩和を目的とした「構造改革特別区域法」が制定され、構造改革特別区域に限り株式会社（学校設置会社）による学校、いわゆる株式会社立学校の設立が認められ、2004年4月より事業（授業）を開始した。
制度については学校制度を参照。

## 学校数
文部科学省による学校基本調査における学校数（2021年5月1日現在）
| 区分                             | 学校数 | 学校数 | 学校数 | 学校数 |
| 区分                             | 合計   | 国立   | 公立   | 私立   |
| -------------------------------- | ------ | ------ | ------ | ------ |
| 幼稚園                           | 9,420  | 49     | 3,103  | 6,268  |
| 幼保連携型認定こども園           | 6,268  | -      | 862    | 5,406  |
| 小学校                           | 19,336 | 67     | 19,028 | 241    |
| 中学校                           | 10,076 | 68     | 9,230  | 778    |
| 義務教育学校                     | 151    | 5      | 145    | 1      |
| 高等学校                         | 4,874  | 15     | 3,537  | 1,322  |
| 高等学校(全日制・定時制)         | 4,856  | 15     | 3,521  | 1,320  |
| 高等学校(通信制独立高)           | 119    | -      | 6      | 113    |
| 中等教育学校                     | 56     | 4      | 34     | 18     |
| 特別支援学校                     | 1,160  | 45     | 1,010  | 15     |
| 大学                             | 803    | 86     | 98     | 619    |
| 短期大学 *                       | 315    | -      | 14     | 301    |
| 高等専門学校                     | 57     | 51     | 3      | 3      |
| 専門学校                         | 2,754  | 8      | 183    | 2,563  |
| 専修学校                         | 3,083  | 8      | 186    | 2,889  |
| 専修学校(うち高等課程を置く学校) | 397    | 1      | 6      | 390    |
| 専修学校(うち専門課程を置く学校) | 2,754  | 8      | 183    | 2,563  |
| 各種学校                         | 1,070  | -      | 6      | 1,064  |

*通信教育のみを行う学校（私立2校）を除く。

## 過去に存在した学校
- 旧制高等学校
- 旧制中等学校
- 師範学校
- 国立工業教員養成所
- 陸軍士官学校、陸軍大学校
- 海軍兵学校、海軍大学校
- 無線電信講習所

## 日本における学校教育の歴史
- 日本教育史
- 官学と藩校
- 私塾
  - 寺子屋
- 蘭学塾
- 学制、学制改革、日本の学校制度の変遷
- 大正自由主義教育運動
- アメリカ教育使節団
- 教育基本法
- 学級

## 学校の周囲に設置できない施設
- 学校から100メートル以内においては風俗営業所を設置できない（対象とする学校、距離、例外等の詳細については都道府県が定める風俗営業等の規制及び業務の適正化等に関する法律施行条例による）[5]。
- 学校から200メートル以内においては暴力団事務所を開設することができない（対象とする学校、距離、例外等の詳細については都道府県または市町村が定める暴力団排除条例による）[6]。